# ダンジョンズ&ドラゴンズ第4版
ダンジョンズ&ドラゴンズ第4版（ダンジョンズ アンド ドラゴンズ だいよんはん、Dungeons & Dragons 4th Edition)とは、テーブルトークRPG(TRPG）「ダンジョンズ&ドラゴンズ」(以後、D&Dと略）シリーズのルールバージョンの1つである。アメリカ合衆国でウィザーズ・オブ・ザ・コースト(WotC)社により2008年に発売され、日本でも株式会社ホビージャパンによって翻訳発売された。
ダンジョンズ&ドラゴンズ#系譜にて記載されたように、ダンジョンズ&ドラゴンズ第4版はアドバンスト・ダンジョンズ&ドラゴンズ(以後、AD&Dと略)の第4版である。かつて株式会社新和およびメディアワークスが日本語版を翻訳発売していた「ダンジョンズ&ドラゴンズ」とは別の系譜のシステムなので注意が必要である。（こちらについてはクラシック・ダンジョンズ&ドラゴンズの項目を参照）

## 概要
2008年6月、それまでのD&D第3版/第3.5版からルールを大きく変更した第4版が発売された。第3版は主にAD&Dのルールをもとに整理、簡略化、拡張したものであった。第3版は基本的なルールはd20システムのもとにシンプルになったが、反面、データと選択ルールは膨大な量になり、システムの恐竜化を招く結果となった。
これらの反省面から、第4版ではd20システムを根本から見直し、第3版とはほとんど別のシステムとしてデザインされた。第4版ではプレイヤーキャラクターに関するほとんどの能力がキャラクタークラス単位で与えられるようになっており、今までのD&Dにあった「呪文」のような「クラスと関係なく存在するデータ」がそれまでより少ない。この形式により、一人のプレイヤーキャラクターが使用可能なルールやデータが何冊ものサプリメントにあまりに分散しすぎないように配慮された。
日本国内では、2008年12月から日本語版の展開が開始された。それまでのD&D日本語版の展開と比べるとアメリカ本国との時間差は少ない。第4版日本語版展開開始と同時に、第3版、第3.5版の日本語版製品は全て展開終了、絶版扱いとなった。

## ルール面の特徴
D&Dシリーズ全体に共通する要素は、ダンジョンズ&ドラゴンズの項目を参照。ここではD&D第4版に見られる特徴を記述する。

### キャラクター
- プレイヤーズハンドブックに記載されたもっとも基本的な種族は以下。 
  - エラドリン - 自然と深く結びついた魔法種族。いわゆるハイエルフ的イメージ。
  - エルフ -森や荒野に住まう野生的種族。
  - ティーフリング - 人間と悪魔の混血
  - ドラゴンボーン - 竜人。
  - ドワーフ - 地下に住む小人。
  - ハーフエルフ - 人間とエルフの混血。
  - ハーフリング - 草原に住む陽気な小人。
  - ヒューマン - いわゆる人間族。
- 全てのキャラクタークラスは4種類の「役割」に属しており、同じ役割ならば似通った特徴を持つ。このため、サプリメントでクラスが追加されてもバランスがとられやすい。PCのパーティーには4種類の「役割」を全てそろえることが推奨される。プレイヤーズハンドブックに記載されたもっとも基本的なキャラクタークラスは以下。
- 撃破役 - 敵に一撃必殺のダメージを与えてとどめを指すことを前提にしたクラス
  - レンジャー - 野伏。弓と剣の使い手であり、不意打ちや一撃離脱が得意。パワー源は「武勇」。
  - ローグ - ならず者。すばやい動きと急所攻撃が得意。パワー源は「武勇」。
  - ウォーロック - 精霊や悪魔と契約した呪術師。短距離および中距離の敵に魔法で攻撃する。パワー源は「秘術」。
- 防御役 - 戦場で前線に立ち、敵の攻撃を引き受けることを前提にしたクラス
  - ファイター - 様々な武器と鎧を使いこなす戦士。パワー源は「武勇」。
  - パラディン - 正義を貫く聖騎士。パワー源は「信仰」。
- 制御役 - 複数の敵を一度に攻撃することができるクラス
  - ウィザード - 秘術魔法の使い手。様々な魔法を幅広く使える。パワー源は「秘術」。
- 指揮役 - 仲間を支援し強化することを前提にしたクラス
  - クレリック - 僧侶。神聖魔法で仲間を癒し、強化することができる。パワー源は「信仰」。
  - ウォーロード - 軍師。戦場の仲間たちを的確に指揮し、勝利をつかむ。パワー源は「武勇」。
- D&D4版では一人のプレイヤーキャラクターが得られるクラスは原則的に一種類だけであり、D&D第3版にあった「クラス毎のレベル」という概念はなくなった。第4版でのマルチクラスは特殊であり、「別のクラスのパワーを限定的に習得する」ことをマルチクラスと呼んでいる。マルチクラスを行うには特技習得時に「マルチクラス特技」にカテゴライズされたものを習得すればよい。
- 各キャラクタークラスごとに「パワー」が付けられた。パワーは過去のD&Dにあった「クラス能力」「クラス特典」のようなものであるが、各クラス毎に数十個もが存在している。クラスのパワーは全部が使えるのではなく習得制である。パワーにはレベルが設定されており、キャラクターが成長してレベルがあがるたびに、対応するレベル以下のパワーをいくつか習得することができる。
- パワーには使用無制限のパワー、1回の遭遇ごとに1回使えるパワー、1日に1回使えるパワーの3種類がある。過去のD&Dにあった「呪文」などもほとんどがこの「パワー」に統一された。つまり、D&D4版では魔法の呪文の事前記憶などしなくても、習得しているパワーを好きなときに使っていいのである。
- また、全てのキャラクタークラスは「パワー源」というものを一つ持っている。これはそのクラスが使う「パワー」がどのようなエネルギーを元にしてるかを表すものである。プレイヤーズハンドブックに記載されたクラスは「武勇」「秘術」「信仰」の三種類のパワー源のいずれかを持つが、「原始」「サイオニック」「影」などのパワー源もあり、サプリメントなどではそれらを使用するクラスが追加されている。
- パワーと似たものとして「儀式」というものも存在する。「儀式」のルール運用はパワーと同じだが習得の方法が大きく異なる。儀式はレベルアップによって習得するものでなく、時間とお金をかけて学習するものとなっている。また、儀式を習得したキャラクターはそれを自由に使えるわけでなく、習得した儀式の中から一日に使用するものを決められた数の中で事前に選んでおかないとならない。つまりこれは、今までのD&Dにあった「魔法の呪文を時間とお金をかけて学習し、それを事前記憶して使用する」という要素の再現である。第3版の呪文の一部は「儀式」として扱われている。
- また、パワーとは別に「特技」が存在する。特技はパワーと違って「使用する」という概念がない。習得することで特定の戦闘能力値が上昇したり、新しいパワーを得る権利を得たりと、キャラクターの能力を恒久的にパワーアップさせるものが「特技」である。多くの特技は特定のクラスや種族でないと取れないようになっている。
- アライメントについては、PCが選択できるものは「秩序にして善」「善」「中立」「悪」「混沌にして悪」の5種類となった。
- 各クラス毎に、11レベル以降になったときの成長選択肢が複数用意されるようになった。これを「伝説の道」を呼ぶ。選んだ伝説の道によって以後習得できるパワーが異なる。例えば、ファイターは11レベルになったときに「アイアン・ヴァンガード」という伝説の道を選べば防御力を強化するパワーがそろったアイアン・ヴァンガード用のパワー表から習得パワーを選べるようになり、「ソードマスター」という伝説の道を選べばダメージ重視のパワーがそろったソードマスター用のパワー表から習得パワーを選べるようになる。なお、ファイターというクラスそのものにも30レベルまでパワーが用意されているため、伝説の道を選んでもクラスのパワーは普通に習得していける。このルールの搭載により、D&D3版にあった上級クラスのルールは撤廃された。
- 21レベル以降になれば「神話の運命」を選択できる。これは「伝説の道」と同じくパワーを習得できる選択肢を選ぶものだが、クラスと関係なく選べる（プレイヤーズハンドブックには4種類が掲載されている）
- D&D第4版での「セーヴィング・スロー」は「毒や酸などの"継続ダメージ"が次のラウンドまで持続するかどうか」に関する判定のことを言い、魔法や石化光線などの特殊攻撃を回避できるかどうかはセーヴィング・スローではなく後述する「防御値」の概念で表されることになった。なお、4版のセーヴィング・スローは「20面体ダイスで10以上の出目を出せば成功」という非常に簡易的なものになっている。

### 行為判定
- 行為判定のルールは第3版と同じく、ほぼ全ての判定が「20面体ダイス一つ(1d20)を使用する上方判定」に統一されている。戦闘時の命中判定も第3版と同じく、「1d20+クラスによる修正+能力修正値」が敵のアーマークラス以上ならば命中という形である。
- 戦闘以外の行為判定は第3版と同じく「技能」を使用する。判定方法は第3版とは異なる計算方法で、「1d20+能力値修正+キャラクターレベルの半分」がDMの提示する目標値以上ならば成功、となる。そして「その行為判定に使用できる技能を習得していればその技能を使用する判定に+5ボーナス」という扱いになった。これにより技能ランクという概念は撤廃された。

### 戦闘
- 防御値の追加。第3版ではセーヴィング・スローの種類だった「頑健」「反応」「意志」は、アーマークラスと同様に、攻撃の目標値に変更された。これにより、「罠にひっかかるかどうか」さえも命中判定と同じように処理できるようになった（「罠」がPCの反応値以上の値を出せれば、そのPCは罠に引っかかる）。
- D&D第4版での「セーヴィング・スロー」は上記の防御値に関するもののことではなく、「毒や酸などのダメージが次のラウンドまで持続するかどうか」に関する判定のことを言う。セーヴィング・スローの判定方法は「20面体ダイスで10以上の出目を出す」という非常に簡易的なものである。
- ヒットポイント(HP)の回復に関するルールが大幅に変更された。全てのキャラクターは「回復力」というポイントをもっており、それを消費することで一定の量のHPが回復する。回復力の使用は戦闘時などでは行動手番を消費して行わなくてはならないのだが、仲間のクレリックなどの魔法的支援を受ければ、回復力の使用を瞬間的に行うことができる。なお、回復力と関係なく他者のHPを回復させるような回復魔法も存在する。
- 第3版から追加された「機会攻撃」の概念は第4版でも同じように存在している。
- 戦闘において「マーク」という概念が追加された。これは敵の攻撃を自分に集中させるというもので、パワーの使用によって行われる。マークパワーは防御役のクラスが持つことが多い。このルールの存在により、敵の攻撃を引き受けるという戦術が手軽に行うことができるようになった。

## その他
- シナリオの運用に関して「遭遇」という概念が追加された。これはシナリオ中にPCたちが出会うイベントを全て「遭遇」という単位で管理するというものであり、戦闘シーンもNPCとの会話シーンも街での買い物シーンも全て「1つの遭遇」である。そして、PCたちは1つの遭遇の終了時に「小休憩」を入れることができ、小休憩を行うと遭遇毎パワーの使用回数が回復し、また上記で記述した回復力の使用を何度でも行うことができる。

## ラインナップ
日本語版が出版されたものを中心に記載。英語でのみ書かれているものは日本語版では未訳のもの。
D&D3版までと異なる方向性として、「キャラクタークラスそのものを追加する本」と「すでに発表されたクラスのデータ（パワーやアイテム）を拡張する本」が別になっているという点がある。

### 基本ルールブック
プレイヤーズ・ハンドブック/Player's Handbook
略称は「PHB」、もしくは「プレハン」。D&D4版の基本的なルールとデータを記載。
ダンジョンマスターズ・ガイド/Dungeon Master’s Guide
略称は「DMG」。ダンジョンマスター用のガイダンス本。一部のシナリオ集はこれがなくてもプレイ可能。
モンスターマニュアル/Monster Manual
略称は「MM」。モンスターデータを羅列した本。一部のシナリオ集はこれがなくてもプレイ可能。

#### 基本ルールブック拡張
プレイヤーズ・ハンドブックII 第4版/Players Handbook II
PHBのルールを拡張。パワー源「原始」に関わるクラスなどが追加。
モンスターマニュアルII 第4版/Monster Manual II
モンスターのデータを追加
ダンジョンマスターズ・ガイドII/Dungeon Master’s Guide II
DMGのルールを拡張。伝説級（レベル11～20）でのキャンペーンのガイダンス。
プレイヤーズ・ハンドブックIII 第4版/Players Handbook III
PHBのルールを拡張。パワー源「サイオニック」に関わるクラスなどが追加。
モンスターマニュアルIII 第4版/Monster Manual III
モンスターのデータを追加。この本からD&D4版でのモンスターデータの書式が改訂されている。

### サプリメント
冒険者の宝物庫/Adventurer's Vault
追加アイテム集。マジックアイテム含む。
次元界の書/Manual of the Planes
神々やデーモンたちの世界の解説と世界観移動についてのガイダンス。D&D3版までとは多元宇宙観が異なる。
ドラコノミコン・クロマティック・ドラゴン/DraconomiconChromatic Dragons
悪のドラゴンに関する資料集。ダンジョンマスター(DM)向け
武勇の書/Martial Power
「武勇」のパワー源に属する4クラス（ウォーロード、ファイター、レンジャー、ローグ）のための追加ルール集
秘術の書/Arcane Power
「秘術」のパワー源に属する4クラス（ウィザード、ウォーロック、ソーサラー、ソードメイジ、バード）のための追加ルール集
信仰の書/Divine Power
「信仰」のパワー源に属する4クラス（アヴェンジャー、インヴォーカー、クレリック、パラディン）のための追加ルール集
原始の書/Primal Power
「原始」のパワー源に属する4クラス（ウォーデン、ドルイド、シャーマン、バーバリアン）のための追加ルール集。
冒険者の宝物庫/Adventurer's Vault II
「冒険者の宝物庫」の続編。更なる追加アイテム集。
ドラコノミコン・メタリック・ドラゴン/DraconomiconMetalic Dragons
善のドラゴンに関する資料集。ダンジョンマスター(DM)向け
武勇の書Ⅱ/Martial Power2
「武勇の書」の続編。「武勇」のパワー源に属する4クラス（ウォーロード、ファイター、レンジャー、ローグ）のための更なる追加ルール集
ドラゴン・マガジン年鑑/Dragon Magazine Annual vol.1
アメリカのD&D専門誌「ドラゴン・マガジン」の記事の傑作選
ダンジョン・マガジン年鑑/Dungeon Magazine Annual vol.1
アメリカのD&D専門誌「ダンジョン・マガジン」の記事の傑作選
サイオニックの書/Psionic Power
「サイオニック」のパワー源に属する4クラス（アーデント、サイオン、バトルマインド、モンク）のための追加ルール集。
ダンジョン・デルヴ/Dungeon Delve
三フロアだけで構成されたミニ・ダンジョンが30種類掲載された素材集。ダンジョンマスター(DM)向け
デモノミコン/Demonomicon
デーモン族に関する資料集。ダンジョンマスター(DM)向け
モルデンカイネンの魔法大百貨/Mordenkainen's Magnificent Emporium
大魔術師モルデンカイネンによるマジックアイテムのレビュー本。収録されているアイテムのデータはエッセンシャルのバランスにも対応しているため「冒険者の宝物庫」よりも入門者向けの色づけがある。
プレイヤーズ・オプション：影の勇者/Heroes of Shadow
闇の力を駆使するダークヒーロー的な4つのクラス（アサシン（ここではエクスキューショナー（処刑者）という一部上級武器や毒の扱いに長けたタイプになる）、ヴァンパイア（吸血鬼。クラスである事に注意）、バインダー（呪縛者。闇の力を使うウォーロック）、ブラックガード（暗黒騎士。パラディンから派生、撃破役になる））とウィザード及びメイジ、ウォーロック及びヘクスブレード、クレリック及びウォープリーストのオプションに加え、闇の種族3種（ヴリロカ（吸血の呪いを受け継いだヒューマン）、シェイド（闇の力を得て変成したヒューマン）、レヴナント（レイヴン・クイーンが用意した新たな体を持って蘇った「生ける死者」）。これらは途中で別種族から変更してなる事も出来る）を収録。影の世界シャドウフェルでの種族達の暮らしも解説。収録されているデータはエッセンシャルのバランスにも対応している。「影本」の別名がある。
プレイヤーズ・オプション：妖精郷の勇者/Heroes of the Feywild
絵本に出てくるような3種の妖精たち（サテュロス（男しかいない下半身が山羊の獣人）、ハマドライアド（女性しかいない樹木の精霊）、ピクシー）と、それらと関係が深い4つのクラス（ウィッチ（魔女）、プロテクター（森を守るために戦う守護者）、バード（吟遊詩人）、スカルド（宮廷詩人）、バーサーカー（精霊憑きの狂戦士））を収録。また、彼らが住まう妖精郷フェイワイルドについての地理、文化に関する詳細な解説もなされている。収録されているデータはエッセンシャルのバランスにも対応している。
プレイヤーズ・オプション：元素の渾沌の勇者/Heroes of the Elemental Chaos
元素（エレメンタル）とそれに深く関わる生物たちについて扱ったサプリメント。ウィザード、ウォーロック、ソーサラー、ドルイド、モンクの5つのクラスに元素魔法の追加データを記載。また、元素クリーチャーたちが住まう世界「元素の渾沌」と、そこでの最強勢力であり、神々の反存在「プライモーディアル」についての詳細な解説がされている。収録されているデータはエッセンシャルのバランスにも対応している。

### シナリオ集
シャドウフェル城の影/H1 Keep on the Shadowfell
ルールブック不要でも遊べる入門向けシナリオ。1～3レベル対応。
雷鳴山の迷宮/H2 Thunderspire Labyrinth
「シャドウフェル城の影」の続編ストーリーだが、単体でもプレイ可能。4～6レベル対応。
影のピラミッド/H3 Pyramid of Shadows
「雷鳴山の迷宮」の続編ストーリーだが、単体でもプレイ可能。7～10レベル対応。
シルヴァークロークス戦記 巨人族の逆襲/Revenge of the Giants
伝説級PCのためのキャンペーンシナリオ集。12～17レベル対応。
恐怖の墓所/ Tomb of Horrors
高難易度で名を馳せたAD&Dの名作シナリオの第4版対応版。10〜22レベル対応。

### エッセンシャルズ
エッセンシャルズは、D&D第4版の基本ルールブックやサプリメントに掲載されたルールやデータの中から、人気の高いものを集めて再編集した「傑作選シリーズ」である。
Essential（必須）の言葉が示すように「何を買えばいいか迷うようならばこれを買え」というような意味合いで作られたラインナップであり、原語版では他のD&D第4版のルールブック/サプリメントよりも安価となっている（日本語版では版権料のこともあってか、価格帯に大きな違いはない）。
なお、エッセンシャルズに再録されるルールやデータは、バランス調整のためにオリジナルから若干の改訂が為されている。さらに、ごく一部ではあるが、完全新規のクラスやパワーがエッセンシャルズのために作られている。

#### プレイヤーとダンジョンマスター向けエッセンシャルズ製品
ダンジョンズ&ドラゴンズ 第4版 スターターセット/Dungeons & Dragons Fantasy Roleplaying Game
簡易ルールブック、シナリオブック、記入済みキャラクターシート、ダンジョンマップ、紙製のコマが一まとめになったボックスセット。初めてD&Dを遊ぶ人のための入門向け製品なため、このセットに収録されているルールとデータでは2レベルまでの冒険しかできない。
ボックスアートはクラシック・ダンジョンズ&ドラゴンズのベーシック・ルール・セット（いわゆる「赤箱」）を再現したものとなっている。
ルールズ・コンペンディウム/Rules Compendium
D&Dの「ルール」関係のみをまとめた本。PHB系列とDMG系列の両方のルールが記載されている。クラスやアイテムなどの「データ」については掲載されていないためこれだけではキャラクターを作ることはできない。
Dungeons & Dragons Roleplaying Dice Set
4面、6面、8面、10面、12面、20面のダイスをそれぞれ一つずつセットにしたもの。付属されるダイスにはD&D専用の何かがあるわけではない

#### プレイヤー向けエッセンシャルズ製品
ヒーローズ・オヴ・ザ・フォールン・ランズ 墜ちた地の勇者/ Heroes of the Fallen Lands
メイジ（ウィザードの再編集）、ウォープリースト（クレリックの再編集)、スレイヤー（ファイターの再編集）、ナイト（スレイヤーとは別方向のファイターの再編集)、シーフ（ローグの再編集)の5クラス、エラドリン、エルフ、ドワーフ、ハーフリング、ヒューマンの5種族のデータを掲載。日本語版では特別付録として、PHBに掲載された全クラスの再録も行われている。
ヒーローズ・オヴ・ザ・フォーゴトン・キングダム 忘れられた国の勇者/ Heroes of the Forgotten Kingdoms
ヘクスブレード(ウォーロックの再編集)、センチネル(ドルイドの再編集)、キャヴァリアー(パラディンの再編集)、スカウト(レンジャーの再編集)、ハンター(スカウトとは別方向のレンジャーの再編集)の5クラス、ティーフリング、ドラウ、ドラゴンボーン、ハーフエルフ、ハーフオークの5種族のデータを掲載。

#### ダンジョンマスター向けエッセンシャルズ製品
Dungeon Master Kit
ダンジョンマスターのための便利な道具をまとめたボックス製品。完成品のシナリオ二つ、シナリオを自作する助けになる様々なデータ、ゲーム運用のアドバイス、マスタースクリーン、汎用バトルマップ、プレイヤーキャラクターを表すための紙製の駒などが付属。日本語版の発売は未定。
Monster Vault
三冊のモンスターマニュアルを一冊に再編集したバージョン。ボックス版仕様でモンスターを表すための紙製の駒も付属。日本語版の発売は未定。
Dungeon Tiles Master Set
良く使われそうなダンジョンタイルを箱詰めしたセットで、ダンジョンセット、街セット、野外セットの三種類がある。日本語化はされていないもののホビージャパンが正式に代理販売をしている

### フォーゴトン・レルム関係
- フォーゴトン・レルム・プレイヤーズ・ガイド/Forgotten Realms Player's Guide
- フォーゴトン・レルム・キャンペーン・ガイド/Forgotten Realms Campaign Guide

#### フォーゴトン・レルムシナリオシリーズ
スペルガルドの笏塔/Scepter Tower of Spellgard
2～5レベル対応のキャンペーンシナリオ集。

### エベロン関係
- エベロン・プレイヤーズ・ガイド 第4版/Eberron Player's Guide
- エベロン・キャンペーン・ガイド 第4版/Eberron Camgaign Guide

#### エベロンシナリオシリーズ
失われし王冠を求めて/Seekers of the Ashen Crown
2～5レベル対応のキャンペーンシナリオ集。

### 解説本
D&D第4版がよくわかる本
リプレイを中心にしたプレイガイドブック。日本オリジナル製品。著者は柳田真坂樹。2012年2月現在、3巻まで刊行。

### リプレイ (日本オリジナル)
海燕～Around The World～
『GAME JAPAN』掲載。1レベルからの成長を描くスタンダードなキャンペーンリプレイ。後に『D&D第4版がよくわかる本』１～3巻に加筆して収録。DMは柳田真坂樹。プレイヤーは戸橋このみ、小太刀右京、田中天、瀬尾アサコ、桂令夫。
妖侠デイン流離譚
日本語版公式サイトでWebサポートとして連載。伝説級のPCたちの冒険を描くキャンペーンリプレイ。DMは柳田真坂樹。プレイヤーは瀬尾アサコ、吉井徹、桂令夫、小太刀右京、田中天。
竜の予言に選ばれし者たち
日本語版公式サイトでWebサポートとして連載。エベロンを舞台にしたキャンペーンリプレイ。DMは岡和田晃。プレイヤーは中山葵、ノダソル、高橋志行、カナイセイジ、見田航介。